# Kvävetrijodid
Kvävetrijodid eller jodkväve är en förening av jod och kväve. Ämnet är explosivt och exploderar vid minsta beröring - explosioner kan till och med orsakas av alfastrålning. Jodkväve framställs vanligen genom att jodfjäll övergjutes med ammoniak och lämnas att torka, och resultatet är en addukt med formeln NI3 · NH3 snarare än ren kvävetrijodid.
Kvävetrijodid saknar praktisk användning som explosivämne eftersom det är för instabilt för att transportera.